# Houdeng-Gœgnies

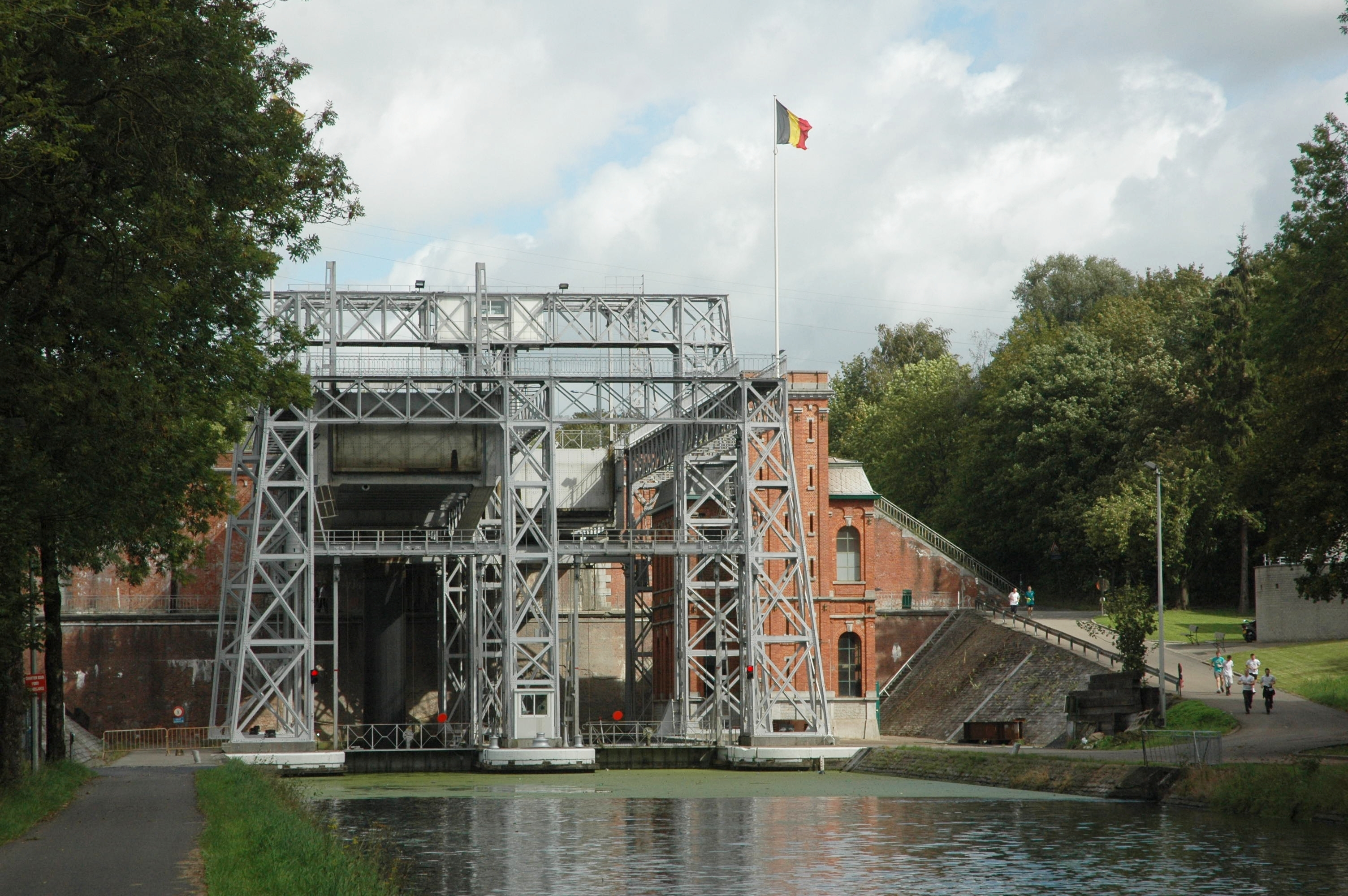
Scheepslift nr. 1

Houdeng-Gœgnies is een plaats in de Belgische provincie Henegouwen en een deelgemeente van de stad La Louvière. Tot 1 januari 1977 was het een zelfstandige gemeente.
Door het zuiden van de deelgemeente loopt het historische Centrumkanaal; door het noorden loopt het nieuwe tracé van dit kanaal. Het dorp is vergroeid met Houdeng-Aimeries, net ten westen.

## Demografische ontwikkeling
- Bronnen:NIS, Opm:1831 tot en met 1970=volkstellingen, 1976= inwoneraantal op 31 december

## Bezienswaardigheden
- Lift nr. 1, de scheepslift van Houdeng-Gœgnies, is een van de vier hydraulische scheepsliften op het historisch Centrumkanaal. De scheepslift staat op de Werelderfgoedlijst van UNESCO.
- De Sint-Gorikskerk (Église Saint-Géry) heeft een toren van 1561. Het schip werd in de 2e helft van de 18e eeuw in classicistische stijl herbouwd maar later gesloopt en in 1905-1907 vervangen door een nieuw kerkgebouw in neogotische stijl.
- De kanaalbrug van Sart

## Natuur en landschap
Houdeng-Gœgnies ligt aan het Centrumkanaal, tussen de oude en de nieuwe bedding in. De omgeving is sterk verstedelijkt. De hoogte aan de kerk bedraagt 116 meter.

## Economie
Al in 1299 werd melding gemaakt van steenkoolwinning. In 1735 begon men met grootschaliger winning en in 1766 werd een Stoommachine van Newcomen geïnstalleerd om mijnwater weg te pompen.

## Zendstation
In Houdeng staat een 156 meter hoge radiotoren, die geïsoleerd is van de grond, omdat deze is gebouwd als antenne voor een middengolfzender die werkt op 1125 kHz met 20 kW 

## Sport
In Houdeng speelt voetbalclub RFC Houdinois. De club is aangesloten bij de KBVB en speelde in zijn bestaan meerdere jaren in de nationale reeksen.

## Nabijgelegen kernen
Le Roeulx, Mignault, Besonrieux, La Louvière. Houdeng-Aimeries